# Pietro La Vega
Pietro La Vega   (segle XVIII - 1810) va ser un arqueòleg i artista espanyol que va dibuixar les ruïnes de Pompeia, Herculà i Estàbia.
Inicialment, a més de cartògraf, va ser enginyer militar, com el seu germà Francisco La Vega, qui havia estat nomenat director d'excavacions del rei de Nàpols, Ferran I de les Dues Sicílies. Va començar els seus treballs arqueològics el 1764. El 1804, quan va morir Francisco, el va succeir com a director.
Pietro La Vega va ser un arqueòleg molt conscienciós i meticulós, que prenia moltes notes. Els seus treballs van fer possible a François Mazois (Carlo Francesco Mazois) publicar el 1824 la síntesi més completa dels treballs arqueològics de Pompeia.